# 里斯本島
65°11′S 64°11′W / 65.183°S 64.183°W
里斯本島（英語：Lisboa Island）是南極洲的島嶼，屬於威廉群島的一部分，處於彼德曼島以南，由讓-巴蒂斯特·夏古率領的法國探險隊發現和命名，現時由南極條約體系管理。